# Edwin Jarvis
Edwin Jarvis is een personage uit de verhalen van Marvel Comics. Hij is vooral bekend als nevenpersonage uit de strips van Iron Man en The Avengers. Het personage werd bedacht door Stan Lee en Don Heck, en maakte zijn debuut in Tales of Suspense #59 (November 1964).
Hoewel hij in de strips een mens is, wordt hij in meerdere bewerkingen van de strips, zoals de films van het Marvel Cinematic Universe, neergezet als een computersysteem met geavanceerde kunstmatige intelligentie.
De Nederlandse stem van het computersysteem J.A.R.V.I.S. wordt ingesproken door Edward Reekers. 

## Biografie
Jarvis diende in de Tweede Wereldoorlog in de Britse luchtmacht, en was drie jaar lang kampioen bokser. Daarna ging hij als butler werken voor de familie Stark. Eerst werkte hij voor Howard Stark, en later voor diens zoon Tony.
Toen de Avengers werden opgericht en Tony zijn landhuis beschikbaar stelde als hoofdkwartier, werd Jarvis de officiële butler van dit team. Hij is het enige personage dat gedurende het hele bestaan van de Avengers bij het team is gebleven. Butler zijn van een groep superhelden betekende dat Jarvis zelf ook geregeld te maken kreeg met hun tegenstanders. Zo moest hij tijdens de Acts of Vengeance-crisis de Hydrobasis verdedigen tegen een groep robots van Dr. Doom. Tijdens de Civil War-verhaallijn, werd Jarvis slachtoffer van een medewerker van Stark die tegen de door Iron Man gesteunde registratiewet voor supermensen was. Tijdens de Secret Invasion-verhaallijn, werd Jarvis vervangen door een Skrulldubbelganger.
In de tijd dat ook Mr. Fantastic en de Invisible Woman het landhuis gebruikten, moest Jarvis regelmatig op Franklin Richards letten. Toen Spider-Man lid was van de Avengers, kreeg Jarvis een relatie met Tante May. Hij waardeerde haar vooral omdat ze de enige was die Wolverine op zijn nummer kon zetten.

## In andere media

### Marvel Cinematic Universe
Jarvis verschijnt sinds 2008 in het Marvel Cinematic Universe als een computersysteem waarbij zijn stem wordt ingesproken door Paul Bettany. In de meeste films is Jarvis geen mens, maar een computersysteem dat alle elektronica bij Stark Industries draaiende houdt. Zijn naam is een acroniem voor "Just A Rather Very Intelligent System" (gewoon een zeer intelligent systeem). JARVIS heeft een complexe kunstmatige intelligentie. Zo kan hij gesprekken voeren met Tony als ware hij een mens. Hij valt op door zijn sarcastische opmerkingen als Tony volgens hem weer roekeloos gedrag vertoont. JARVIS is in de films ook aangesloten op Tony’s Iron Man-harnassen, zodat hij hem tijdens missies van informatie kan voorzien. Dit computersysteem werd later vernietigd door Ultron maar opnieuw gebruikt voor Vision (tevens ook gespeeld door Paul Bettany).

Edwin Jarvis, in menselijke vorm, verschijnt sinds 2015 in het Marvel Cinematic Universe waarin die wordt vertolkt door James D'Arcy. Jarvis is de butler van Howard Stark en helpt Agent Peggy Carter met haar missies. Tijdens het tijdreizen van de Avengers, in Avengers: Endgame uit 2019, verschijnt Edwin Jarvis terwijl Howard Stark Tony Stark ontmoet. Na de dood van Tony's vader hielp Edwin Jarvis bij zijn opvoeding. Als eerbetoon naar Edwin Jarvis heeft Tony Stark zijn systeem vernoemd naar hem. 

In de Nederlandse versies van televisieseries van Marvel is de stem van J.A.R.V.I.S. ingesproken door Fred Meijer, voorheen waren dit Edward Reekers en Daan van Rijssel.

Jarvis verschijnt in de volgende films en televisieseries:
- Iron Man (2008) (stem)
- Iron Man 2 (2010) (stem)
- The Avengers (2012) (stem)
- Iron Man 3 (2013) (stem)
- Avengers: Age of Ultron (2015) (stem)
- Agent Carter (2015-2016)
- Avengers: Endgame (2019)
- What If...? (2021-2024) (stem) (Disney+)

### Andere films
- Edwin Jarvis heeft een bijrolletje in Ultimate Avengers, en een grotere rol in Ultimate Avengers 2. In die tweede film doet Fred Tatasciore zijn stem.

### Televisie
Als mens
- Edwin Jarvis is een bijpersonage in animatieserie The Avengers: United They Stand, waarin Graham Harley zijn stem doet.

Als computersysteem
- JARVIS komt voor in de animatieserie The Avengers: Earth's Mightiest Heroes. Zijn stem wordt gedaan door Phil LaMarr.[2] In het Nederlands wordt JARVIS gedaan door Daan van Rijssel.
- JARVIS komt ook voor in Iron Man: Armored Adventures.
- JARVIS speelt mee in de aflevering "Flight of the Iron Spider" van de animatieserie Ultimate Spider-Man. De Nederlandse stem van JARVIS in deze animatieserie is Edward Reekers.

### Videospellen
Als mens
- Edwin Jarvis appears komt voor in het spel Marvel: Ultimate Alliance, waarin Philip Proctor zijn stem doet. Hij wordt gezien in de Stark Tower, waar hij een dialoog voert met Deadpool, Iron Man, Spider-Woman, en Captain America.

Als computersysteem
- JARVIS doet mee in het videospel Iron Man, waarin hij de speler van informatie voorziet. Zijn stem wordt hierin gedaan door Gillon Stephenson.
- JARVIS komt voor in het spel Iron Man 2, waarin zijn stem wordt gedaan door Andrew Chaikin.